# Abida Parveen
Abida Parveen, née en 1954, est une chanteuse pakistanaise, évoluant dans le cadre de la tradition soufie et de ses textes mystiques et poétiques, souvent dédiés à l'amour absolu.

## Biographie
Abida Parveen naît en 1954 à Mohalla Ali Goharabad (district de Larkana), petite ville située dans le sud du Pakistan, dans le Sind. Cette région, dans laquelle la confrérie soufie Chishtiyya est très présente, est réputée pour ses dargâhs (mausolées de saint musulman) considérés comme des centres musicaux importants. La famille d’Abida Parveen est connue pour être fortement pénétrée de cette culture soufie.
Abida Parveen commence ces leçons de musique dès l’âge de trois ans avec son père Ustad Ghulam Haider. Chanteur et directeur d’une petite école de musique, il a développé ses propres méthodes d’enseignement. Ses disciples sont principalement des garçons ou de jeunes hommes, comme il est d'usage dans la société pakistanaise de l’époque. Il décèle très vite les talents de sa fille, et l'encourage à persévérer dans cette voie. Il l'incite cependant à privilégier la dimension spirituelle de cet art : « La musique n’est pas un show, dit-il, c’est le moyen d’atteindre le plus profond de son être ». 
Il l'encourage par ailleurs à se produire dans les festivals religieux. Elle chante en public pour la première fois à 15 ans devant 15000 fidèles. Elle étudie par la suite, le chant avec le très renommé Salamat Ali Khan issu de la Sham Chaurasi gharânâ.
Elle commence sa carrière professionnelle à la « Radio Pakistan », Hyderabad station et rencontre le succès avec “Tunhje Zulf Jay Band”. Son mariage avec le grand producteur de la radio pakistanaise, Ghulam Hussein disparu en 1997, lui ouvre la voie de la popularité avant sa consécration internationale entamée dès le milieu des années 1980 (1985 en Inde, dans les pays du Golfe, aux États-Unis, 1987 Paris, 1989 à Londres).
Abida Parveen, reconnue internationalement, est considérée aujourd'hui comme la plus grande interprète de ghazal (chansons d’amour) et de kâfî, poèmes dévotionnels exprimant l’amour mystiques chantés en ourdou, sindhi, pendjabi, farsi et saraiki. Toutes les formes poétiques et vocales interprétées par cette artiste relèvent de la tradition soufie et la plupart des poètes qu’elle interprète furent membres de la Chishtiyya ou eurent des relations privilégiées avec elle : Shah Hussain, Bulleh Shah, Amir Khusrau, Bedam Shah, Pir Meher Ali Shah, Zaheen Shah Taaji, Hazrat Khawaja Ghulam Farid, Hakim Nasser, Sultan Bahu, Waris Shah, Sachal Sarmast, Shah Abdul Latif Bhitai, Hazrat Shah Niaz, Asghar Gondvi, Kabîr, Ghâlib, mais aussi Faiz, Jigar Moradbadi, Hasrat Mohani...
Abida Parveen est régulièrement comparée au défunt Nusrat Fateh Ali Khan. Bien que chantant rarement des qawwalîs, elle partage cependant, avec lui, la puissance d’un chant incantatoire, une virtuosité qui lui permet aisément de couvrir trois octaves.

## Titres
- Begum Akhtar Academy of Ghazal en octobre 2012 à New-Delhi.
- 'Sitara-e-Imtiaz' en 2005, par le gouvernement pakistanais.
- Médaille d’or Qalandar Lal Shahbaz en 1984, par le gouvernement pakistanais.
- 'President’s Pride of Performance award en 1982.

## Discographie
Abida Parveen a enregistré plus de 100 disques ou Cd. Cette liste n'est donc pas exhaustive.
- 50 greatest Hits (2012)
- Eternal Abida (2012)
- Shaane-e-Ali (2012)
- Tera Lal Sakhi Mera Lal Sakhi (2012)
- Lal De Rang Vich Rangi Aan (2012)
- Sufiana Safar (2012)
- 30 Greatest Hits Abida Parveen And Noor Jehan (2011)
- The Sufi Queen (2011)
- Ghazal Ka Safar Vol. I (2010)
- Roohani Mehfil (2010)
- The Very Best of Abida (2009)
- Sufi Music From India (2008)
- Ghalib by Abida Parveen (2008)
- Mahi Dil Wich (2007)
- Laal Shahbaz Ki Chadar (2007)
- Tere Ishq Mein Daloon Dhammal (2007)
- Are Logo Tumhara Kya (2007)
- Ishq Qalander (2007)
- Khazana (2007)
- Lok Virsa Vol1 &2 (2006)
- Euphoric Abida (2006)
- Ishq, l'Amour Absolu (Supreme Love)(2005)
- Raqs-e-Bismil - Dance of the Wounded (2005)
- Ishq Mastana (2006)
- Essential (2004)
- Ghazal Ka Safar (2004)
- Baba Bulleh Shah (2003)
- Sufi Queen Abida Parveen (2003)
- Meri Dil Se (2003)
- The Best of Abida Parveen (2003)
- Sings Amir Khusrau (2002)
- La rencontre, Poètes mystiques du Hind et du Sind (2002)
- Kabir by Abida (2002)
- Faiz by Abida (2002)
- Live In Concert - Svar Utsav (2001)
- Tere Ishq Mein Daloon Dhammal (2001)
- Tere Ishq Nachaya (2001)
- Jahan E Khusrau  (2001)
- Janaan (2000)
- Ho jamalo (2000)
- Live in Concert at the Royal Festival, London Cd & DVD (2000)
- Abida Parveen Sings Songs of the Mystics (2000)
- Devotional Journey (1997)
- Live In UK Vol 1 à Vol 4 (1992)
- Songs of the Mystics (1989)
- Aap Ki Abida (1998)
- Are Logo Tumhara Kiya (1997)
- Chants soufis du Pakistan (1995)
- Best Of Abida Parveen (1992)
- Kafian Khawaja Ghulam Farid (1992)
- Live In UK (1992)
- Mahi Dil Wich (1991)
- Rang-E-Tasavof (1991)
- Meri pasand Vol2 (1990)
- Mehfil-E-Ghazal (1989)
- Songs of the Mystics [1989]
- Kafian Bulleh Shah (1987)
- An Evening With Abida Perveen Vol 4(1987)
- An Evening With Abida Perveen Vol 3(1987)
- Latifi Laat (1986)
- An Evening With Abida Perveen Vol 2(1986)
- Latest Ghazals By Abida Parveen (1985)
- An Evening With Abida Perveen Vol 1(1985)
- Abida Parveen T.V. Hit (1985)
- Meri Pasand Vol1 (1983)
- Ji Sindhi Mehfil (1981)